# Legione (fascismo)
La Legione in epoca fascista era un'unità militare della Milizia Volontaria per la Sicurezza Nazionale, corrispondente al reggimento del Regio Esercito.
La Legione territoriale era un'unità militare territoriale della Milizia Volontaria per la Sicurezza Nazionale, mentre la Legione d'assalto era unità militare della MVSN durante la seconda guerra mondiale, costituita da due battaglioni.
In Italia, il fascismo, tra i molti riferimenti simbolici tributati alla Roma antica, utilizzò termini in uso nell'Esercito romano per la suddivisione delle proprie unità militari e paramilitari. Tra questi la legione, al cui comando era preposto un console. Due o più legioni costituivano un gruppo di legioni, al cui comando era preposto un console generale; il gruppo di legioni era omologo alla brigata del Regio Esercito.
I gruppi di legioni dipendevano da un comando di Zona, inizialmente retto da un ispettore generale di zona poi ridenominato luogotenente generale omologo al generale di divisione del Regio Esercito.
L'organigramma della MVSN non prevedeva unità operative permanenti di livello superiore alla legione. Solo in caso di mobilitazione potevano venire formate delle grandi unità, vale a dire unità a livello di divisione o di brigata, o equivalenti, che venivano poi sciolte alla fine della campagna.

## Legioni
- 63ª Legione CC.NN. d'Assalto "Tagliamento"
- Legione Autonoma Mobile Ettore Muti